# Вулиця Михайла Брайчевського (Київ)
Ву́лиця Миха́йла Брайче́вського — вулиця в Солом'янському районі міста Києва, місцевість Казенні дачі. Пролягає від вулиці Академіка Янгеля до вулиці Вадима Гетьмана.
Прилучається провулки Ковальський та Оксани Вороніної. 

## Історія
Виникла наприкінці XIX століття, мала назву 3-тя Дачна вулиця (3-тя Дачна лінія). 1955 року отримала назву вулиця Металістів. До середини 1970-х років пролягала до Гарматної вулиці (скорочена у зв'язку із промисловим будівництвом).
Ще з 2012 року існувала ідея перейменувати вулицю на честь українського історика та археолога Михайла Брайчевського, який проживав на цій вулиці. Того ж року відповідне звернення ГО "Всеукраїнська асоціація музеїв і заповідників" підтримала комісія з питань найменувань і пам’ятних знаків КМДА. У 2015 році провели громадські обговорення, втім питання все ще регулярно відкладали.
Сучасна назва  — з 2022 року.

## Забудова
Наприкінці XIX століття ця місцевість називалася Казенні дачі. Вона мала бути забудована дачами, але цей проект тодішньої міської влади так і не був повністю втілений у життя — замість дач тут стали з'являтися заводи та фабрики. Але залишилося кілька будинків кінця XIX  — початку XX століття, зокрема будинки № 12-А та № 14.
На своєму початку вулиця забудована гуртожитками Київського політехнічного інституту. Інші житлові будинки по вулиці зведені переважно в 1960-х роках.
Котеджний будинок № 10 на дві родини (ідентичний двом будинкам №4 та 6 на сусідньому Ковальський) споруджено у першій половині 1950-х за проєктом архітектора Анатолія Добровольського. Має меморіальне значення – в ньому з моменту спорудження будинку до своєї смерті в 2001 році мешкав Михайло Брайчевський та його дружина, архітекторка Ірина Мельник.

## Установи та заклади
- Вечірня загальноосвітня школа № 20 (буд. № 19)
- Школа-дитсадок «Відродження» (буд. № 11)
- Гуртожиток НТУУ «КПІ» № 7 (буд. № 3)
- Гуртожиток НТУУ «КПІ» № 11 (буд. № 4-А)
- Гуртожиток НТУУ «КПІ» № 12 (буд. № 7)
- Гуртожиток НТУУ «КПІ» № 13 (буд. № 8)
- Гуртожиток НТУУ «КПІ» № 15 (буд. № 5)